# Parti communiste (Serbie)
Pour les articles homonymes, voir Parti communiste.
Ne doit pas être confondu avec Ligue des communistes de Serbie.
Le Parti communiste (en serbe cyrillique : Комунистичка партија ; en serbe latin : Komunistička partija ; en abrégé : KP) est un ancien parti politique serbe fondé en 2010. Il avait son siège à Belgrade et a été présidé par Josip Joška Broz, le petit-fils de Josip Broz Tito.

## Historique
Le parti est fondé à Belgrade, au congrès constitutif du 28 novembre 2010.
Il est dissous le 23 janvier 2022 et remplacé par la Gauche serbe (en).

## Résultats électoraux
Aux élections législatives du 6 mai 2012, le Parti communiste (KP) se présente seul devant les électeurs avec une liste de 60 candidats ; elle obtient 28 977 voix, soit 0,74 % des suffrages, ce qui ne lui permet pas d'envoyer de représentant à l'Assemblée nationale.
Lors des élections législatives du 27 avril 2016, le parti forme une alliance avec le Parti socialiste, les Verts et Serbie unie qui obtient 10,95 % des voix et permet à Joška Broz d'entrer à l'Assemblée nationale.

## Organisation
- Congrès
- Comité central
- Président
- Vice-président
- Comité exécutif du Comité central
- Commission de contrôle et de surveillance